# Compsomelissa keiseri
Compsomelissa keiseri là một loài Hymenoptera trong họ Apidae. Loài này được Benoist mô tả khoa học năm 1962.